# Salah Muhammed al-Tubaigy
Salah Muhammed al-Tubaigy (1971), é o diretor do Conselho Científico de Ciência Forense da Arábia Saudita.
Al-Tubaigy é professor no Departamento de Evidências Criminais da Naif Arab University for Security Sciences, em Riade, e é conhecido por ser pioneiro em autópsias rápidas e móveis. Ele lecionou e publicou artigos sobre coleta de evidências de DNA e dissecação de corpos humanos, tendo um um papel proeminente no aparato de segurança estatal e na comunidade científica da Arábia Saudita por cerca de 20 anos. Ele projetou um laboratório móvel de autópsias, para acompanhar os muçulmanos na peregrinação do Haje para Meca, e disse que pode "fornecer o serviço de dissecação para as autoridades de segurança em um tempo recorde"."
Em 2018, a Al Jazira informou que al-Tubaigy estava envolvido no assassinato e desmembramento do corpo de Jamal Khashoggi. Uma fonte disse que "Tubaigy começou a cortar o corpo de Khashoggi em uma mesa, enquanto ainda estava vivo ... Quando começou a desmembrar o corpo, Tubaigy colocou fones de ouvido e escutou música. Ele aconselhou outros membros da equipe a fazerem o mesmo."